# Andrey Vitalyevich Korotaev
Andrey Vitalyevich Korotaev (tiếng Nga: Андре́й Вита́льевич Корота́ев, sinh 1961) là một nhà nhân chủng học, kinh tế học, sử học và xã hội học, với sự đóng góp quan trọng vào lý thuyết hệ thống thế giới và các mô hình toán học vĩ mô động học trong xã hội và kinh tế.
Ông tốt nghiệp Đại học Quốc gia Moskva vào năm 1984, và bảo vệ luận án tiến sĩ vào năm 1993 tại Đại học Manchester. Ông là tác giả của hơn 300 công trình khoa học bao gồm 24 cuốn sách.
Đóng góp chính của ông là trong ba lĩnh vực:
(1) nghiên cứu về hệ thống chính trị của Bắc Yemen và nguồn gốc của đạo Hồi; một đóng góp đặc biệt đã được thực hiện bởi anh ta trong lĩnh vực này bằng cách phát hiện những xu hướng chính của sự phát triển của văn hóa Yemen thông qua việc áp dụng phương pháp định lượng để phân tích các nguồn cổ tự;
(2) nhân học văn hóa;
(3) mô hình toán học của quá trình vận động lịch sử xã hội và kinh tế.